# Arthur Brasgalla
Arthur Otto Paul Brasgalla (* 19. Juni 1903; † Februar 1989 in Passau) war ein US-amerikanischer Militär.

## Leben
Brasgalla war Sergeant in der US Army. Von 1948 bis 1959 war er Ortskommandant der US-Truppen in Passau. Er erwarb sich hohe Wertschätzung bei der Bevölkerung als Helfer in Notlagen, so beim Hochwasser 1954 und bei Engpässen in der Versorgung. Nach seinem Ausscheiden aus dem aktiven Militärdienst blieb er in Passau, wo er im Februar 1989 starb.

## Ehrungen
- 1960: Verdienstkreuz am Bande der Bundesrepublik Deutschland
- 2002: Benennung des Arthur-Brasgalla-Steiges in Passau